# Parc Westmount
 (avril 2024).
Le parc Westmount est un parc urbain de Westmount, situé sur la rue Sherbrooke ouest, sur l'île de Montréal. On le retrouve sur le flanc ouest du Mont Royal.

## Histoire

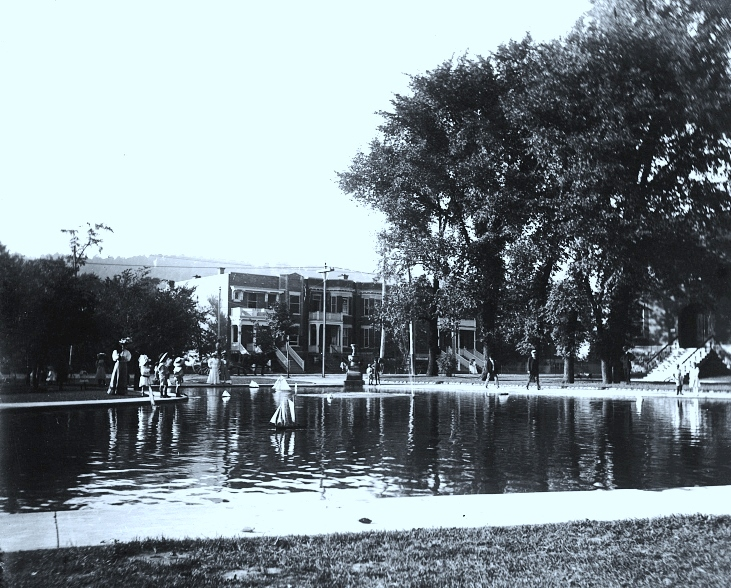
Étang du parc Westmount, 1908

En 1892, la ville de Westmount achète 20 acres de terre pour faire un parc et ainsi préserver son aspect rustique. Quelques années plus tard, ce  parc est agrandi et on repoussa ses frontières de la rue Sherbrooke au boulevard de Maisonneuve (alors l’avenue Western). Depuis, il s’étend sur 26 acres. 
En 1899, on y construit une bibliothèque municipale (Victoria Hall), une première au Québec.

En 1912, M.J. Howard Manning entreprit son aménagement paysager pour le compte de la ville. Le parc a été dessiné dans l’esprit du travail de Frederick Law Olmsted,  l’architecte paysager du Parc du Mont-Royal et du Central Park de New York, dans le respect des cours d’eau naturels, des ravins et des zones boisées qu’on y trouve. 

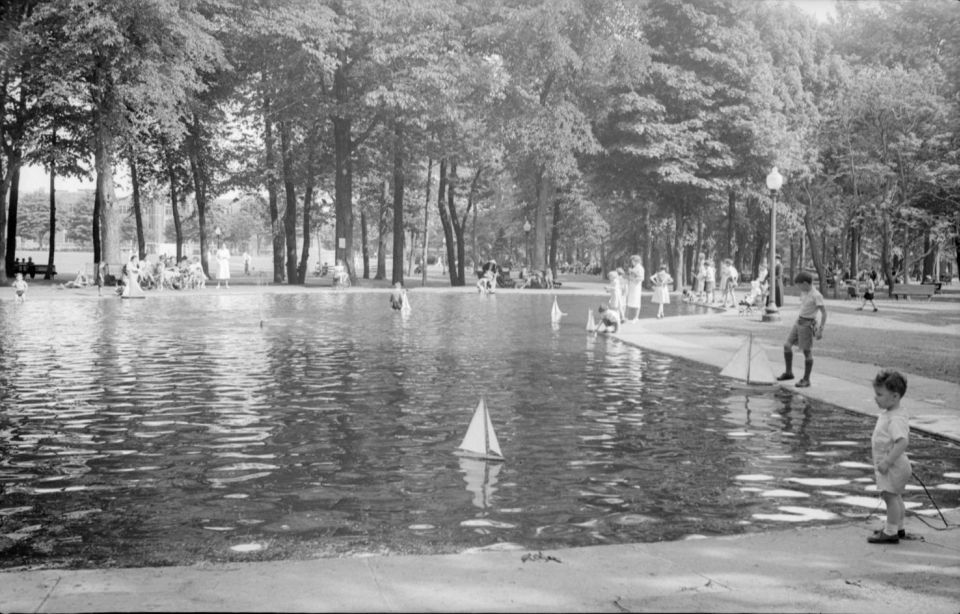
Pataugeoire du parc Westmount en 1938

Des plates-bandes de fleurs cultivées sont mises en place et on construit un kiosque à musique. En 1964, le parc est rénové par la firme McFadzean & Everly, des pelouses sont aménagées, les arbres sont taillés et le cours d’eau qui sillonne le parc est réaménagé.

## Description
Le parc contient une pataugeoire, une aire de jeux aménagée, de belles plantations florales, trois terrains de baseball, un vaste terrain de jeux et des courts de tennis à surfaces dures et en terre battue. Un cours d'eau serpente entre les vieux saules et les bancs installés à l'ombre.
Au coin sud-ouest du parc se trouvent l'aréna et la piscine municipaux alors que la bibliothèque et le Victoria Hall sont situés au coin nord-ouest.
Depuis 1926, le parc est décoré d’une immense horloge florale mesurant six mètres de diamètre et composée de plus de 7 000 plantes décoratives.

## Activités et attraits
- Serres
- Bibliothèque publique de Westmount, première bibliothèque municipale du Québec (créée en 1899)

## Source
- Site web de la Ville de Westmount